# Леон (Гуанахуато)
Вижте пояснителната страница за други значения на Леон.
Леон (на испански: León) е град в централния щат Гуанахуато, Мексико. Населението на Леон е 1 278 087 жители (2005 г.), което го прави най-големият град в щата. Намира се на 1800 м н.в. Основан е на 20 януари 1576 г.